# .net

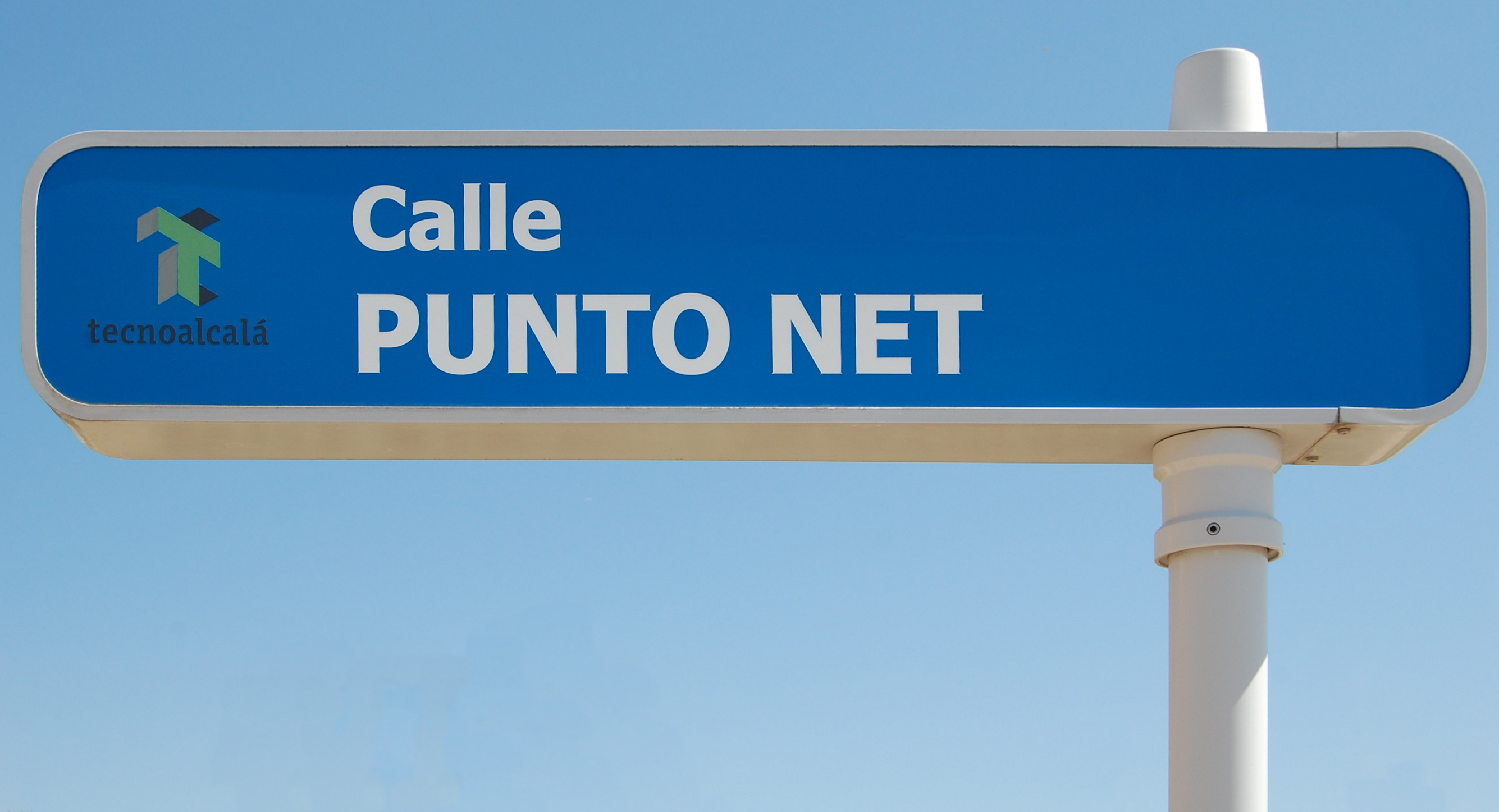
Cartel de la calle "Punto Net", en el Parque Científico Tecnológico de la Universidad de Alcalá.

El nombre de dominio .net es un dominio de nivel superior genérico (gTLD por sus siglas en inglés) utilizado en el Sistema de Nombres de Dominio de Internet. Su nombre deriva de la palabra inglesa «network», que significa red, lo que indica que en un principio estaba previsto para organizaciones relacionadas con tecnologías de redes, como es el caso de los proveedores de servicios de Internet y otras empresas de infraestructura. Sin embargo, las restricciones nunca se pusieron en práctica y, en la actualidad, el dominio es un espacio para nombres con un propósito general. El nombre sigue siendo popular entre operadores de redes y, frecuentemente, es considerado como una alternativa al dominio .com.
Además de ser una abreviación para "red" (network), ".net" también es una romanización de la palabra rusa нет ("no", también comúnmente romanizada con la más acústicamente apropiada "nyet"), y un dominio como "object.net" puede ser interpretado como "no hay objeto". Algunos dominios explotan esta peculiaridad, por ejemplo mozga.net (sin cerebro) o putina.net Archivado el 17 de octubre de 2017 en Wayback Machine. (no hay Vladímir Putin).
Algunos casinos en línea o algunos otros sitios de apuestas operan juegos con dinero real en sitios .com y juegos sin apuestas de valor (promocionados como educativos o de diversión) con el mismo nombre pero .net. Esto se puede usar para evitar problemas legales con respecto a la publicidad de sitios de apuestas en Estados Unidos, ya que el sitio .net puede ser promocionado legalmente, pero tal promoción ayuda a que la gente se dé cuenta del sitio donde pueden apostar dinero real, aún en jurisdicciones donde tales cosas son de legalidad cuestionable.

## Historia
El dominio .net se creó en enero de 1985 y es uno de los dominios de nivel superior originales (los otros cinco nombres son .com, .edu, .gov, .mil y .org), aún pese a no haber sido mencionado en el documento RFC 920. En 2011, era el tercer dominio de nivel superior más popular después de .com y .de.
Verisign, la empresa operadora de .net después de la adquisición de Network Solutions tenía un contrato de operaciones del dominio que expiraba el 30 de junio de 2005. Por este motivo, la Corporación de Internet para la Asignación de Nombres y Números (ICANN por sus siglas en inglés), la organización responsable de la gestión del dominio, buscó propuestas de parte de organizaciones para operarlo después de la expiración de este contrato. En esa oportunidad, Verisign volvió a ganar la licitación del contrato y se aseguró el control del registro de .net por otros seis años. El 30 de junio de 2011, el contrato con Verisign se renovó en forma automática por otros seis años debido a una resolución aprobada por el directorio de la ICANN que establece que la renovación será automática en tanto Verisign cumpla con ciertos requerimientos de la corporación.
Los registros para el dominio se procesan por medio de registradores acreditados y también aceptan los nombres de dominio internacionalizados.